# Yokosuka MXY8
Yokosuka MXY8 Akigusa (秋草, "Autumn grass") là một loại tàu bay huấn luyện, chế tạo song song với loại máy bay tiêm kích đánh chặn động cơ phản lực Mitsubishi J8M.

## Tính năng kỹ chiến thuật

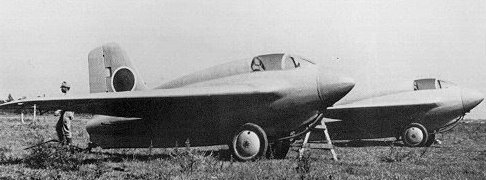
Phiên bản tàu lượn huấn luyện không động cơ Yokosuka MXY8 "Akigusa" của loại máy bay Mitsubishi J8M1 "Shusui"

Dữ liệu lấy từ Japanese Aircraft of the Pacific War
Đặc điểm tổng quát
- Kíp lái: 1
- Chiều dài: 6.05 m (19 ft 10 in)
- Sải cánh: 9.50 m (31 ft 2 in)
- Chiều cao: 2.70 m (8 ft 10 in)
- Diện tích cánh: 17.73 m2 (190.843 ft2)

Hiệu suất bay